# Pararctia rosea
Pararctia rosea är en fjärilsart som beskrevs av Leo Andrejewitsch Sheljuzhko 1929. Pararctia rosea ingår i släktet Pararctia och familjen björnspinnare. Inga underarter finns listade i Catalogue of Life.